# Yákov Alksnis
Yákov Ivánovich Álksnis (ruso: Я́ков Ива́нович А́лкснис) nació el 14 de enero (26 de enero en el calendario actual) de 1897, y fue ejecutado el 29 de julio de 1938. Participó en la guerra civil rusa, y alcanzó el grado de comandante de Ejército de 2.º Rango en 1935. Fue diputado del Soviet Supremo de la URSS desde su primera convocatoria.

## Biografía
Nació en una familia letona en la Gubernia de Livonia. Entró el ejército ruso en el año 1917, después de terminar la escuela de abanderados de Odesa. En 1916 se afilió al partido bolchevique. Desde mayo de 1919 perteneció al Ejército Rojo:
- Comisario militar de la Gubernia de Orel
- Entre septiembre y octubre de 1919 es el comisario en la 55.ª División de fusileros, que fue completamente destruida en Orel por los blancos.
- Comisario militar del óblast militar del Don
- Ayudante del comandante del distrito militar de Orel.

En 1924 termina la Academia Militar M.B. Frunze. Entre 1924 y 1926 es el jefe y comisario de la Administración de Aprovisionamiento y Servicio de tropas. Entre 1926 y 1931 es el Soviet Militar del Ejército Rojo, y miembro del Soviet Militar Revolucionario de la URSS. Es también luego miembro del Soviet Militar del Comisariado Nacional de Defensa. Desde enero de 1937 es subcomisario Nacional de la Defensa para la aviación.
Formó parte del Comité Especial Judicial que el 11 de junio de 1937 sentenció a muerte al grupo de militares liderados por Mijaíl Tujachevski en el caso de la Organización Militar Trotskista Antisoviética.

## Caída
El 23 de noviembre de 1937 fue detenido como líder de la “Organización Fascista Letona”. Fue detenido entre otros, por las declaraciones del Komkor Féliks Antonovich Ingaunis (Феликс Антонович Ингаунис) jefe del VVS independiente del Ejército del Lejano Oriente. Se reconoció culpable, siendo sentenciado a muerte el 28 de julio de 1938. 
Es rehabilitado póstumamente en 1957.

## Consecuencias familiares
La mujer de Álksnis, Kristina Kárlovna Alksnis-Mednis, es condenada a 8 años de internamiento en campos de trabajo. Es liberada en 1946, trasladándose a Riga, donde es vuelta a detener en 1949, teniéndose la última referencia de ella en 1954 en la zona de Krasnoyarsk. El hijo de la pareja, Imant, fue enviado a un orfanato-asilo con menos de 10 años, y no supo nada de la suerte de sus padres en dos décadas. 

## Condecoraciones
- Orden de Lenin
- Orden de la Bandera Roja
- Orden de la Estrella Roja
- 1.ª Orden de Mongolia